# John Slater (Eiskunstläufer)
John Slater (* um 1928; † 1989) war ein britischer Eiskunstläufer, der im Eistanz startete.

## Leben
Seine Eistanzpartnerin war Joan Dewhirst, die er 1954 heiratete und mit der er zwei Kinder hatte. Mit ihr zusammen wurde er 1952 und 1953, bei den ersten beiden Weltmeisterschaften, bei denen Eistanz im Programm war, Vizeweltmeister hinter seinen Landsleuten Jean Westwood und Lawrence Demmy.

## Eistanz
(mit Joan Dewhirst)
| Wettbewerb / Jahr   | 1952 | 1953 |
| ------------------- | ---- | ---- |
| Weltmeisterschaften | 2.   | 2.   |